# Kanzel St. Nikolaus (Immenstadt im Allgäu)

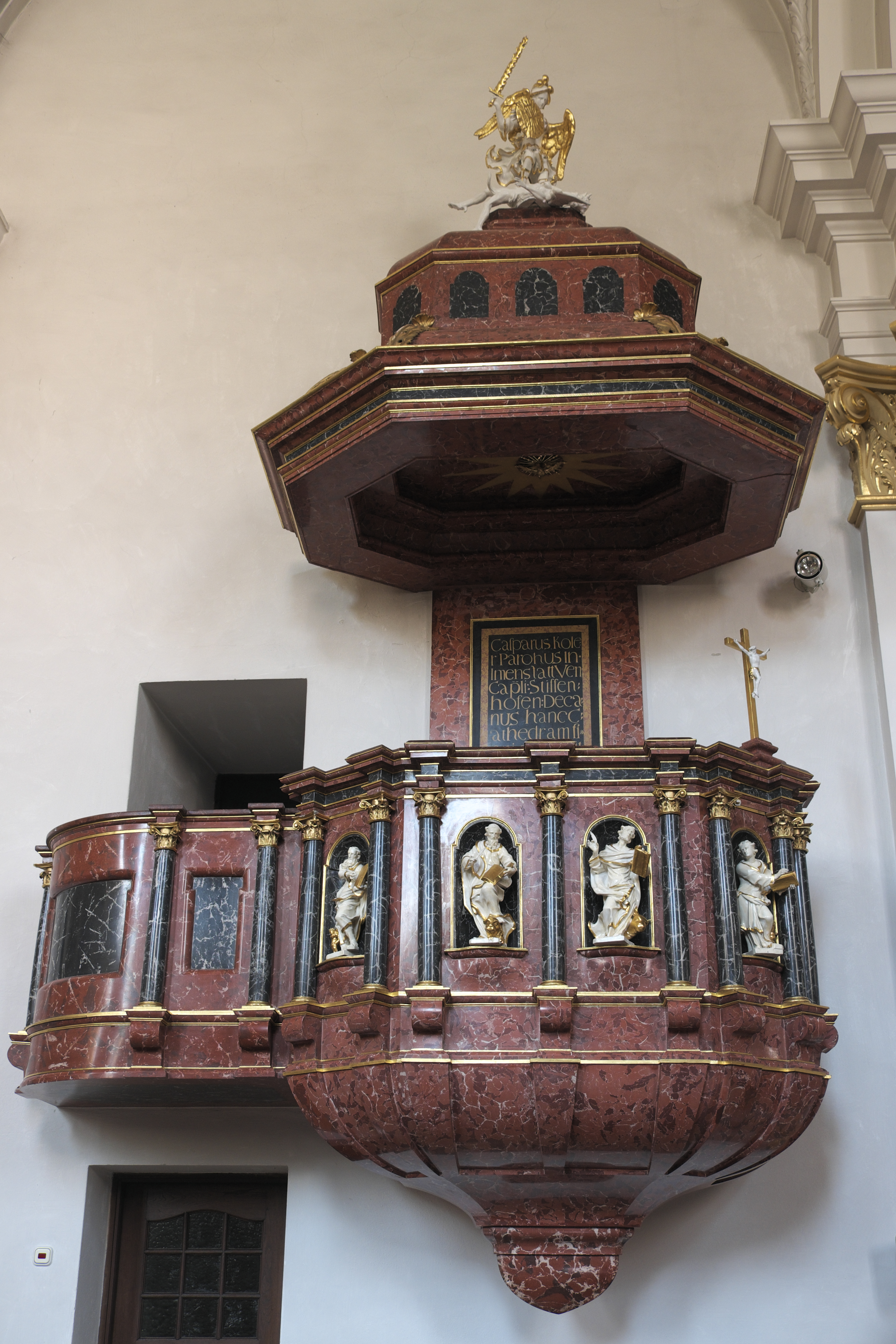
Kanzel in der Kirche St. Nikolaus in Immenstadt, mit Stiftertafel an der Rückwand

Die Kanzel der katholischen Pfarrkirche St. Nikolaus in Immenstadt im Allgäu, einer Stadt im schwäbischen Landkreis Oberallgäu in Bayern, wurde 1708 geschaffen. Die Kanzel aus dunkelrotem und schwarzem Stuckmarmor ist als Teil der Kirchenausstattung ein geschütztes Baudenkmal.
Am Kanzelkorb sind von Säulen gerahmt die Figuren der Evangelisten angebracht. Der Schalldeckel wird von der Holzskulptur des Erzengels Michael bekrönt, der Luzifer besiegt.
Eine lateinische Inschrift an der Rückwand nennt den Bauherrn und das Jahr:

“Casparus Koler Paro[c]hus in Im[m]enstatt Ven(erabilis) Cap(itu)li Stiffenhofen Decanus hanc Cathedram fieri curavit Ao. 1708.”

„Caspar Koler, Pfarrer in Immenstadt, Dekan des hochwürdigen Landkapitels Stiefenhofen, ließ diese Kanzel im Jahr 1708 errichten.“

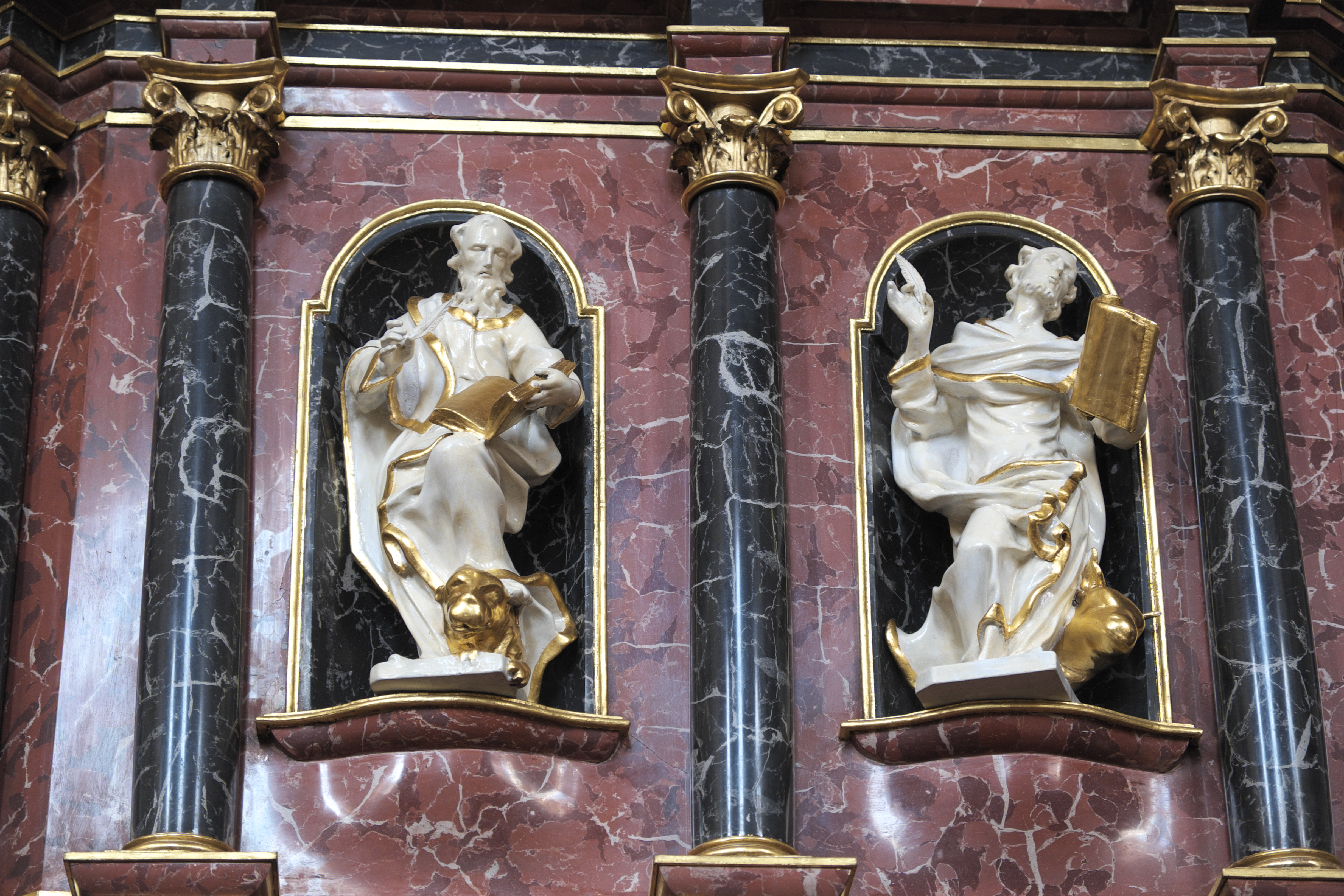
Kanzelkorb mit den Figuren der Evangelisten Markus und Lukas
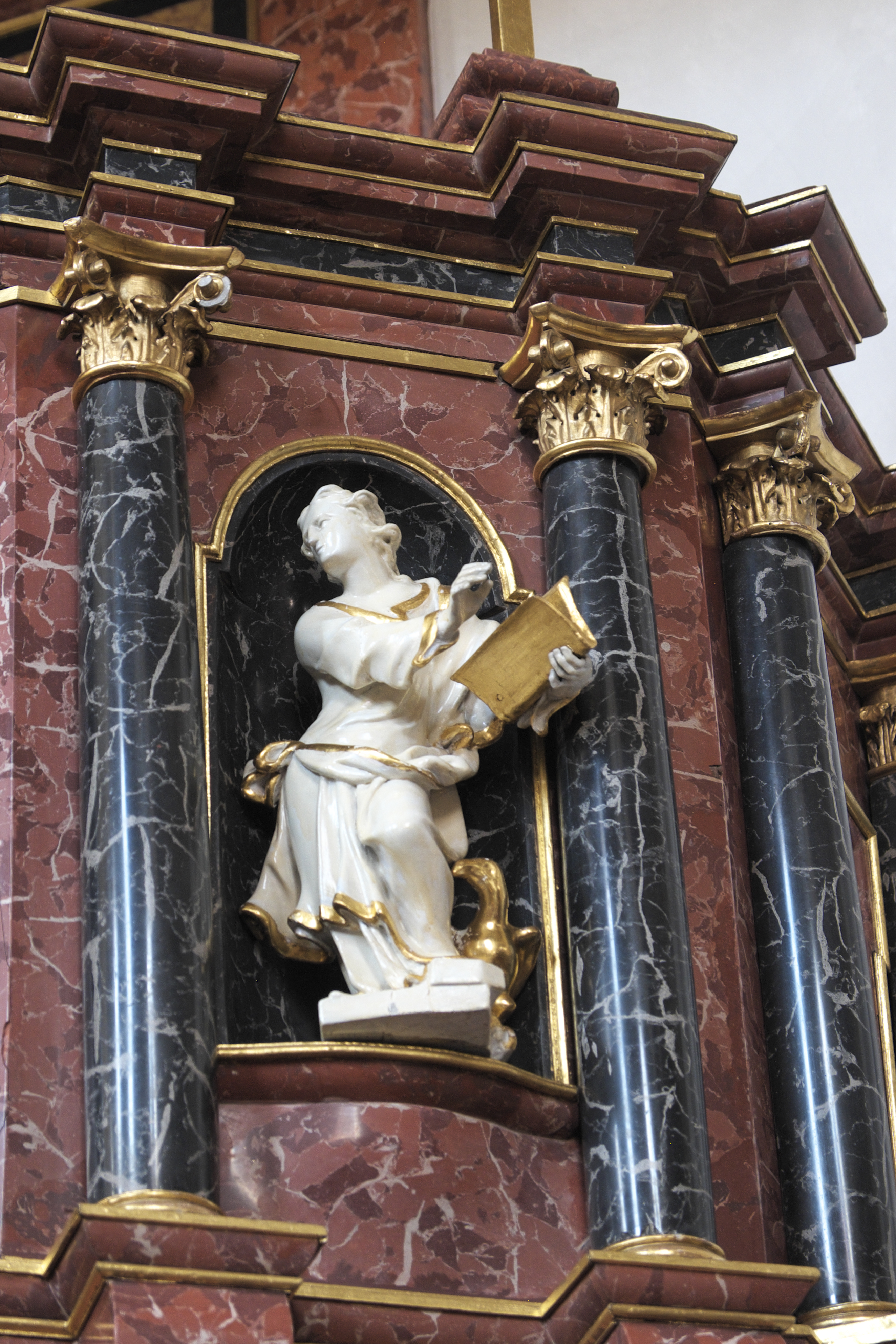
Figur des Evangelisten Johannes
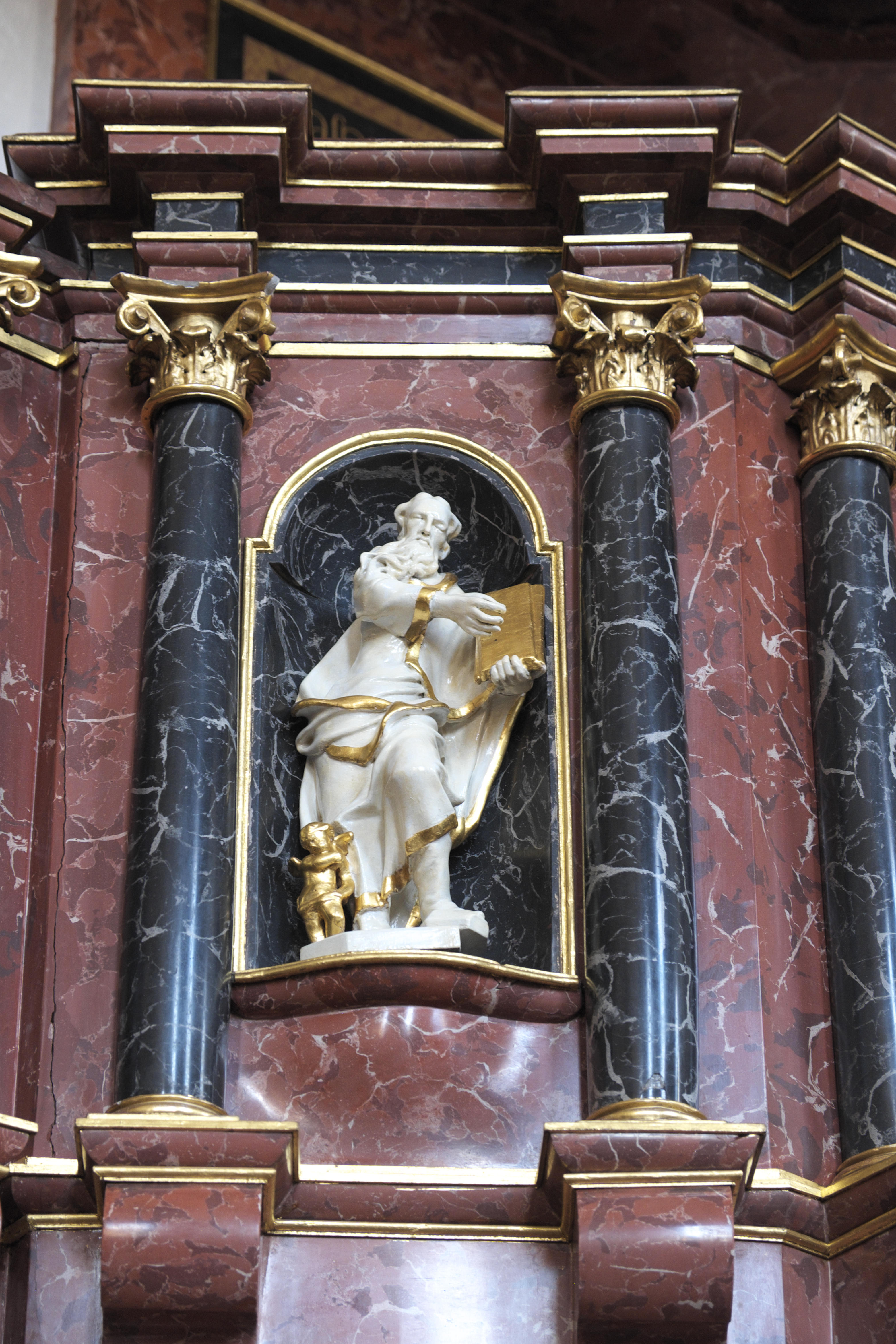
Figur des Evangelisten Matthäus
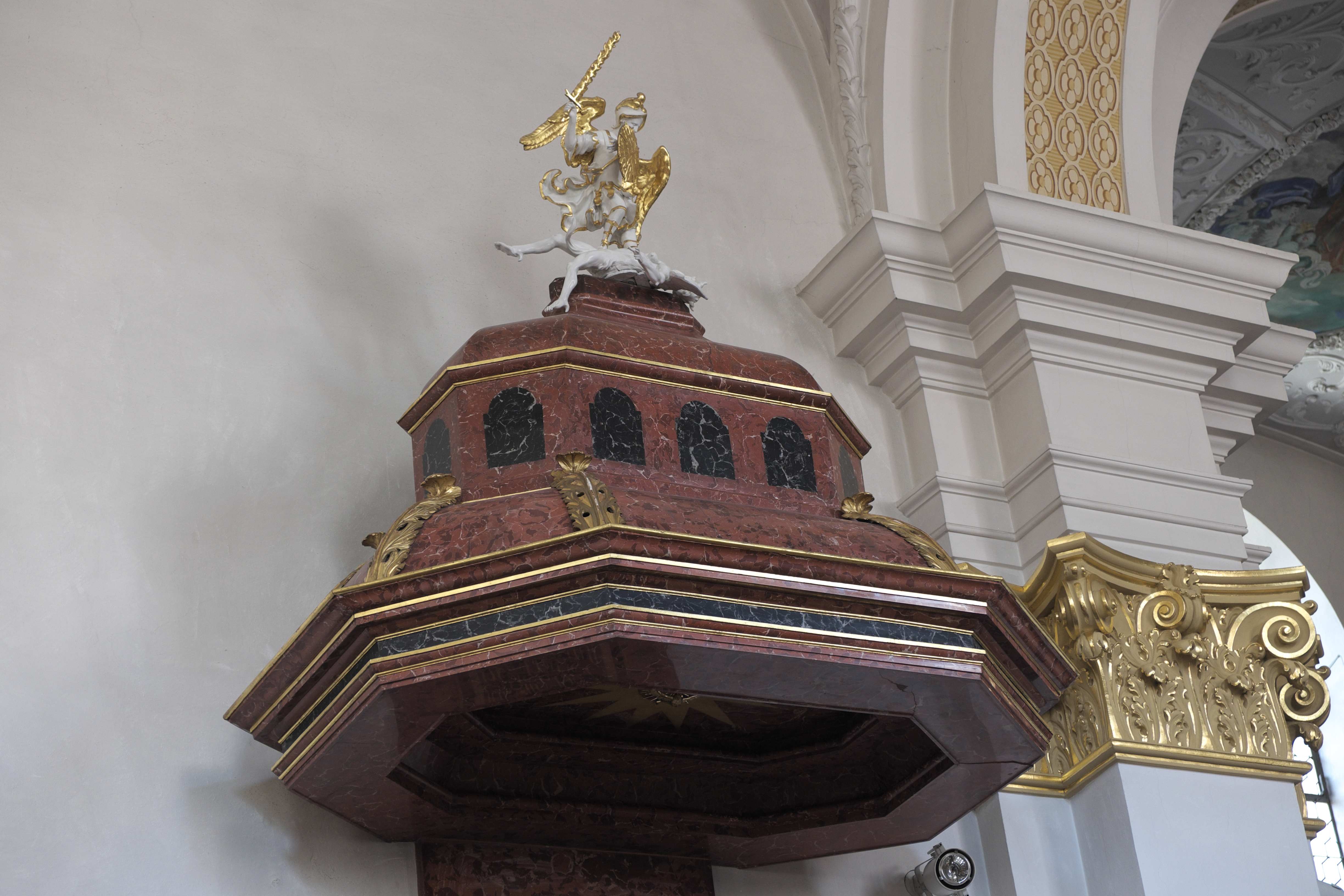
Kanzeldeckel mit der Figur des Erzengels Michael